# Diocesi di Anlong
La diocesi di Anlong (in latino: Dioecesis Nganlomensis) è una sede della Chiesa cattolica in Cina suffraganea dell'arcidiocesi di Guiyang. Nel 1950 contava 11.403 battezzati su 1.350.000 abitanti. La sede è vacante.

## Territorio
La diocesi comprende parte della provincia cinese di Guizhou.
Sede vescovile è la città di Anlong.

## Storia
La prefettura apostolica di Lang-Long (o Nanlong) fu eretta il 16 febbraio 1922 con il breve Quae catholico di papa Pio XI, ricavandone il territorio dai vicariati apostolici di Kui-Ceu (oggi arcidiocesi di Guiyang) e del Guangxi (oggi arcidiocesi di Nanning).
Il 27 aprile 1927 la prefettura apostolica fu elevata a vicariato apostolico con il breve Non sine magna dello stesso papa Pio XI.
L'11 aprile 1946 il vicariato apostolico è stato elevato a diocesi con la bolla Quotidie Nos di papa Pio XII.
Nel 1999 il governo cinese ha unito le diocesi di Anlong, Guiyang e Shiqian in una sola circoscrizione ecclesiastica (chiamata "diocesi di Guizhou") facente capo alla città di Guiyang, capitale della provincia di Guizhou.

## Cronotassi dei vescovi
Si omettono i periodi di sede vacante non superiori ai 2 anni o non storicamente accertati.
- Alexandre-François-Marie Carlo, M.E.P. † (22 novembre 1922 - 26 gennaio 1952 deceduto)
  - Sede vacante

## Statistiche
Al termine dell'anno 1950 la diocesi su una popolazione di 1.350.000 persone contava 11.403 battezzati, corrispondenti allo 0,8% del totale.
| anno | popolazione | popolazione | popolazione | presbiteri | presbiteri | presbiteri | presbiteri                | diaconi | religiosi | religiosi | parrocchie |
| anno | battezzati  | totale      | %           | numero     | secolari   | regolari   | battezzati per presbitero | diaconi | uomini    | donne     | parrocchie |
| ---- | ----------- | ----------- | ----------- | ---------- | ---------- | ---------- | ------------------------- | ------- | --------- | --------- | ---------- |
| 1950 | 11.403      | 1.350.000   | 0,8         | 30         | 15         | 15         | 380                       |         |           | 5         | 18         |